# توطين وسائل الإعلام في البيئة المنزلية
تقوم أساسيات هذه النظريّة على دراسة وجود وسائل التكنولوجيا داخل محيط المنزل بمعنى التوطين أو جعل الشيء منزلي، و تم تطوي رهذه النظرية من قِبل (Silverstone et al1992)، حيثُ حيثُ ابتدأت فكرة هذه النظرية من منطلق ترويض أو جعل الحيوانات البرية أليفة و قابلة للعيش في المنزل. فشبّهت التكنولوجيا بالكائنات الغريبة أو البرّيّة، التي لابد دمجها مع البيئة المنزلية بطريقة تتناسب مع هيكل الأسرة مثل ترويض الحيوان الجديد حتى يُصبح كفرد من أفراد الأسرة.

## تصنيف النظرية
تصنّف النظرية «التكنولوجيا» بأنواع متعدّدة؛ أحدها تستمر بالعصيان مهما حاول الإنسان تطويعها وفق روتين حياته، و الأخرى تقوم بالعصيان من وقت لآخر، و الكثير من أنواع التكنولوجيا أصبحت جزء لا يتجزّأ من الحياة اليومية حيث أن عملية تطويعها كانت ناجحة، يُشبه ذلك الوسائل الجماهيرية أول ظهورها مثل الراديو و الصحف و التلفزيون و لكن سُرعان ما اختفى سحرها و أصبحت جزء من الروتين العائلي، و لكن عند حدوث ذلك و اندماج التكنولوجيا في الروتين اليومي و تُصبح مثلها مثل أي آداة فإنها تُصبح مخاطرة لإنها تسبّب هروب انتباه الباحثين و صنّاع السياسات عنها.
فكرة ترويض التكنولوجيا و تحويلها من شيء دخيل و غير معروف إلى شيء معروف و مروّض هي نواة النظرية، و لكن إضافة إلى ذلك قد يتغيّر الناس و علاقاتهم الإجتماعيّة التقنيّة كذلك، فتعتبر النظريّة ذات أثر أوسع من مجرّد التأثير على التنشئة الإجتماعية التكنولوجيّة و إنما هي إنتاج مشترك مجتمعي و تكنولوجي.
و قد يُرى المفهوم أيضاً بصورة أشمل تركّز على ثلاثة جوانب:
- تكوين مجموعة من الممارسات تجاه الآداة، مثل خلق الروتين للتعامل مع الآداة و وضع الأنظمة المعينة لتنظيم التعامل معها.

- بناء معنى خاص يتعلّق بالآداة و الدور الذي ستلعبه، في أي سياق روتيني يومي.

- تعلّم الممارسات المتعلّقة بالآداة و كيفية التعامل معها.

## مفهوم ترويض التكنولوجيا
يعتبر مفهوم ترويض تكنولوجيا الإعلام و تطويعها للبيئة المنزلية مفسّراً للعلاقة ما بين الشخص و التكنولوجيا و كيف يؤثّر أحدهما في الآخر، و على الرغم من مصلح البيئة المنزلية الموجود في مسمى النظرية إلا أن النظرية يُمكن أن تُطبّق في أي سياق روتيني غير المنزل، مثل إدخال الحواسيب في العمل، أو تعامل المعلّمين و الطلّاب مع التعليم التكنولوجي.

## إطار النظرية المفاهيمي
تطوّرت النظرية من كونها مجرّد تشكيل إجتماعي للتكنولوجيا إلى أنها تنظر للمستخدم على أنه المهيمن في تحديد طبيعة و نطاق التكنولوجيا، توفّر هذه النظرية إطاراً لتحليل مهنة تقنيات الإعلام في المنزل و يتم تقديمها على أنها صراع بين المستخدم و التكنولوجيا حيثُ يحاول المستخدم ترويض و تهدءة و تشكيل التكنولوجيا بما يتناسب معه.
حيث تفترض أن دخول تقنية إعلامية جديدة في المنزل قد تؤدّي إلى استبدال التقنيات أو الوسائل الإعلامية التي تسبقها، و بوصول هذه التكنولوجيا و اكتشاف الأفراد داخل الأسرة كيفية استخدامها و التكيُّف معها قد يحقّق الإشباعات التي تدفعهم لتبنّيها كفرد جديد في الأسرة، و بعد ذلك كيفية التعامل مع هذه التقنيات كأفراد جديدة لها قيمتها الزمانية و المكانيّة و الروحية تحت سقف المنزل و الأهم من ذلك كيفية خلط هذه القيمة الجديدة مع الحياة الأسرية التي تحوي قيماً عديدة.
حيث أن النظرية بتضمينها في الأبحاث تسمح للعلماء بتتبُّع عملية الإندماجات الثّقافية لإن التقنية التكنولوجية تنتقل من العالم الخارجي إلى النظام الإجتماعي و الأخلاقي في الأسرة مما يُساعد على فهم أثر التكنولوجيا خلال انتقال الأسر من دورة حياة إلى أُخرى، و من الجدير بالذكر أن عملية الإندماج التكنولوجي داخل المنزل قد تُقابَل بالرّفض من بعض أفراد المنزِل أو قد لا تحدُث كجزء أساسي في الروتين اليومي، و هُنا ينبغي الإشارة إلى أن العلاقات بين الجنسين هيكل السُلطة في المنزل يُشكّل فارقاً كبيراً في مدى اندماج الأفراد مع التكنولوجيا، و قد لعِب الجنس عنصراً أساسياً في الحياة المنزليّة التقنية؛ فتختلف على سبيل المثال المهام الروتينية و المسؤوليات بين الذّكور و الإناث؛ فقد تشكِّل الأعباء المنزلية عائِقاً أمام الإناث للتعرّض للتكنولوجيا الإعلامية بشكل روتيني.

### خطوات ترويض التكنولوجيا
وتتم عملية التوطين أو الترويض للتكنولوجيا داخل المنزل في خمس خطوات:
1- الخيال: و هي الصورة التي يتخيّل بها المستهلكون كيفية وجود هذه التقنية في حياتهم.
2- التملُّك: و هو العملية الفعلية لامتلاك أو اقتناء المنتج«الجهاز التكنولوجي»، عن طريق كيفية استخدام الجهاز و بالتالي شراؤه،و في هذه المرحلة تصبح للتكنولوجيا معنى و أصالة.
3- التجسيد: في هذه المرحلة يركّز المستهلكون على كيفية عرض الجهاز التقني في جغرافيّة المنزل، و ماهو الدور الذي ستلعبه في حياتهم و بالتالي مكان و طريقة عرضه داخل محيط الأسرة.
4- التأسيس: العملية التي يتم استخدام الجهاز فعلياً داخل المنزل إما من خلال جداول رسمية أو قواعد بشكل غير رسمي في شكل عادات و روتين، و مع ذلك قد لا يتوافق الجهاز أو التقنية مع نوايا المشترين.
5- التحويل: هي العملية التي يتحوّل فيها الجهاز التكنولوجي إلى شيء مُسلّم بهِ ليُصبح جزءً من حياة المستهلك و الذي قد يتعارض مع نوايا المصمّم أو المسوّق للجهاز التكنولوجي أو حتى مع نوايا المشترين. مثل العديد من أجهزة الكمبيوتر التي تم شراؤها لأهداف تعليمية و تحوّلت إلى آلة ألعاب.